# Mêlée (rugby à XIII)
Ne doit pas être confondu avec Mêlée (rugby à XV).
Au rugby à XIII, la mêlée est une phase de jeu qui sanctionne une faute mineure, la sortie de la balle en touche, ou un arrêt de jeu.
Généralement, ce sont les avants de chaque équipe qui s'arc-boutent et se regroupent en bloc ou pack.
Puis les deux blocs se mettent face à face. Cela crée un tunnel dans lequel le demi de mêlée doit introduire le ballon, de manière que les joueurs de première ligne puissent, en théorie, lutter pour la possession du ballon en le talonnant avec l'un ou l'autre de ses pieds. Le ballon, toujours en théorie, est disputé par les deux talonneurs.
Au signal de l'arbitre, les packs des deux camps se lient : les deux premières lignes s'emboîtent l'un dans l'autre, épaule contre épaule. À noter que les deux talonneurs sont en contact avec leur épaule droite, ce qui veut dire que la mêlée n'est pas tout à fait symétrique. En effet le pilier droit se retrouve la tête prise dans la mêlée alors que son homologue gauche n'engage qu'une épaule (la droite) dans la mêlée. Cette légère asymétrie fait que généralement la mêlée, quand elle tourne, le fait dans le sens des aiguilles d'une montre. Mais généralement, les contacts d'un pack avec l'autre sont de faible durée (quelques secondes).
L'existence de la mêlée est régulièrement remise en cause par les instances treizistes, qui l'interdisent même, dans certaines compétitions, en raison de la crise du Covid-19.

## Règles
La mêlée se forme à l'endroit de la faute (généralement les en-avants) ou de l'arrêt de jeu, de la sortie de balle en touche ou aussi près que possible de ce point dans le champ de jeu. 
Une mêlée doit comprendre six joueurs de chaque équipe. Une équipe ne doit pas retarder délibérément la formation d'une mêlée (sanction : coup de pied franc). Chaque première ligne doit comprendre trois joueurs, pas plus et pas moins. Deux secondes lignes doivent former la deuxième ligne, le troisième ligne « verrouillant »le pack d'avants. Ces six joueurs doivent tous rester liés à la mêlée jusqu'à ce qu'elle ait pris fin (sanction : coup de pied de pénalité). A noter qu'en rugby à XIII, seuls les avants peuvent former la mêlée. Néanmoins, cette règle n'est pas toujours strictement respectée, ce qui entraine parfois des polémiques.

La sortie du ballon, généralement récupéré par le demi de mêlée ou le no 7, met fin au regroupement. Le demi de mêlée défenseur a le droit de suivre la progression du ballon, afin d'exercer une pression défensive.

## La poussée des mêlées
Dans le monde anglo-saxon la question de la poussée des mêlées se pose régulièrement. Pratiquée jusqu'au début des années 1980, le fait de pousser les mêlées devient de plus en plus rare sur les terrains de rugby à XIII. Il s'est développé une forme d'accord tacite entre les équipes, afin de préserver leurs énergie pour les phases offensives et défensives; généralement les joueurs poussent de moins en moins les mêlées, pour parfois ne plus les pousser. La mêlée devient une sorte d'arrêt de jeu, une rampe de lancement pour l'équipe qui attaque, et un moyen de mobiliser les avants adverses pour permettre aux arrières de développer leur jeu.
Cependant, la poussée en mêlée n'a jamais été interdite et aucune réforme des règles de rugby à XIII n'a été entreprise en son sens. L'équipe dispose toujours de cette possibilité tactique, dès lors qu'elle en assume le cout énergétique, une mêlée poussée comme à XV peut faire des dégâts et surprend toujours les spectateurs.
Certains observateurs sont favorables au maintien de la règle et regrettent que les mêlées ne soient plus poussées, car cela rendrait le jeu encore « plus excitant et imprévisible ». Dans l'hémisphère sud, les partisans du retour à la poussée, citent l'exemple d'un essai marqué par les New Zealand Warriors face à Parametta en 2014 grâce à celle-ci.  
D'autres y sont en revanches opposés, ils estiment en effet, en prenant pour exemple le jeu des équipes treizistes jusqu'au début des années 80, et celui des équipes quinzistes, que les poussées de mêlées ( avec toutes les problématiques d'effondrement de mêlées ) ralentissent considérablement le jeu.

## Mêlées et Covid 19
Le crise liée au Covid 19 pousse les autorités treizistes à modifier temporairement certaines règles. Ceci pour limiter la contagion dans ce sport, éminemment de contact, qu'est le rugby à XIII.
En Super League, il est ainsi décidé de supprimer la mêlée afin de « protéger davantage les joueurs du coronavirus, mais aussi pour dynamiser encore plus le jeu ». 
Elles restent cependant jouées en Australie, car faisant « faisant partie de l'ADN du sport ».